# Eucalyptus mannifera
Espèce
Classification phylogénétique
Eucalyptus mannifera est une espèce de plantes à fleurs de la famille des Myrtaceae. C'est un arbre originaire du sud-est de l'Australie.

## Description
C'est un petit arbre à croissance rapide qui peut atteindre 20 m de haut. Son écorce lisse se détache en plaques ou en rubans.

## Galerie

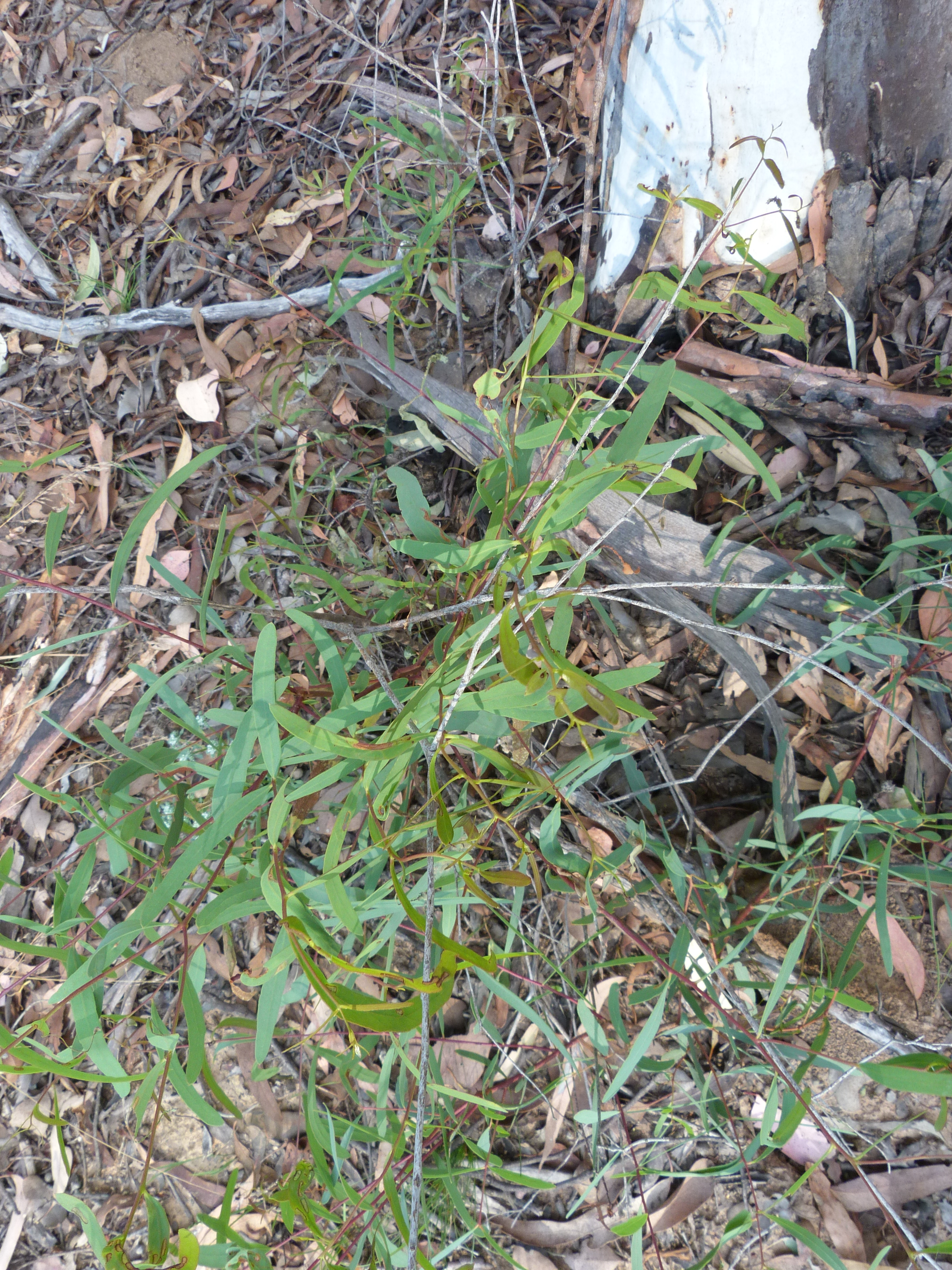
Jeune plant.
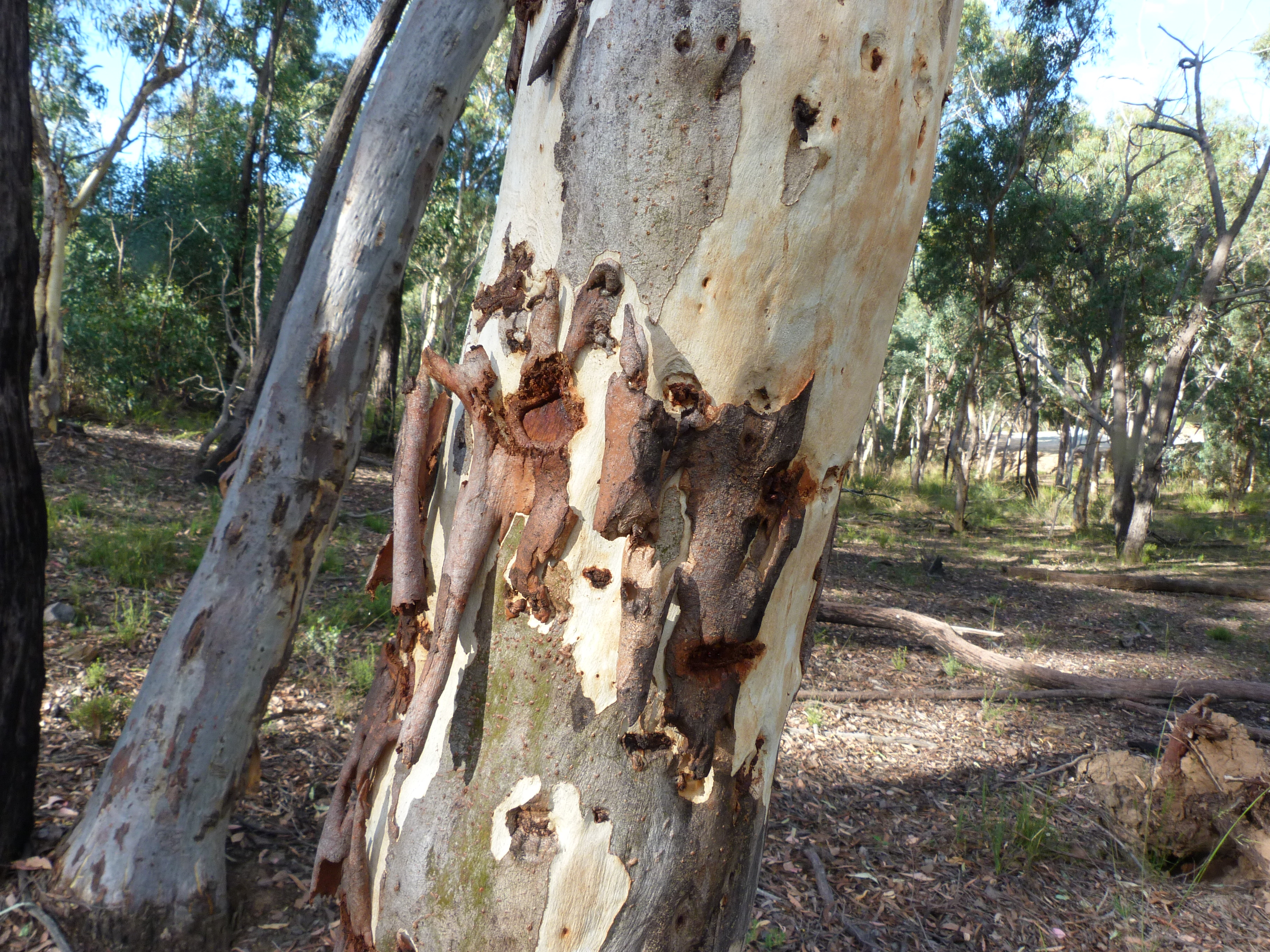
Écorce.
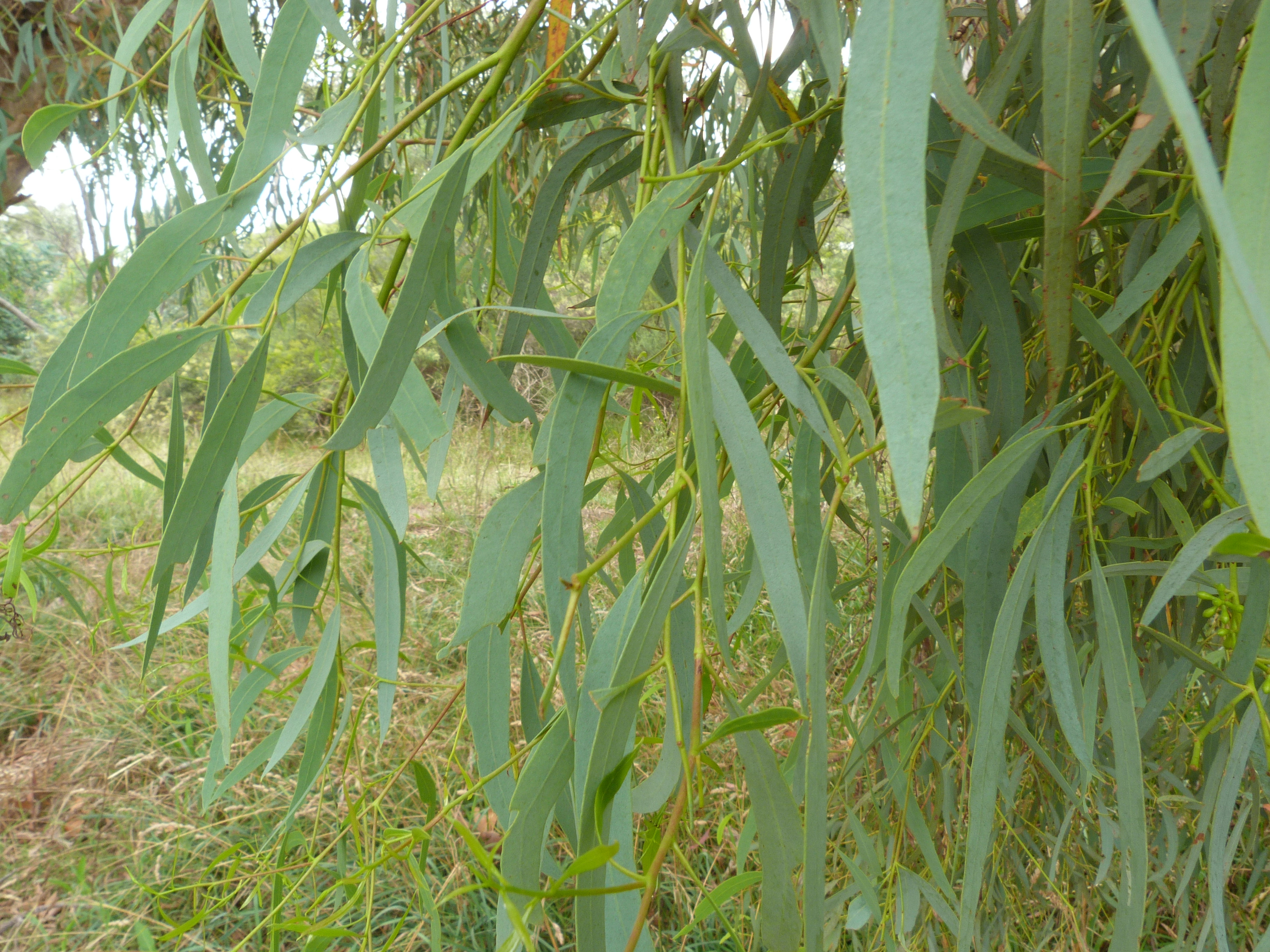
Feuilles.
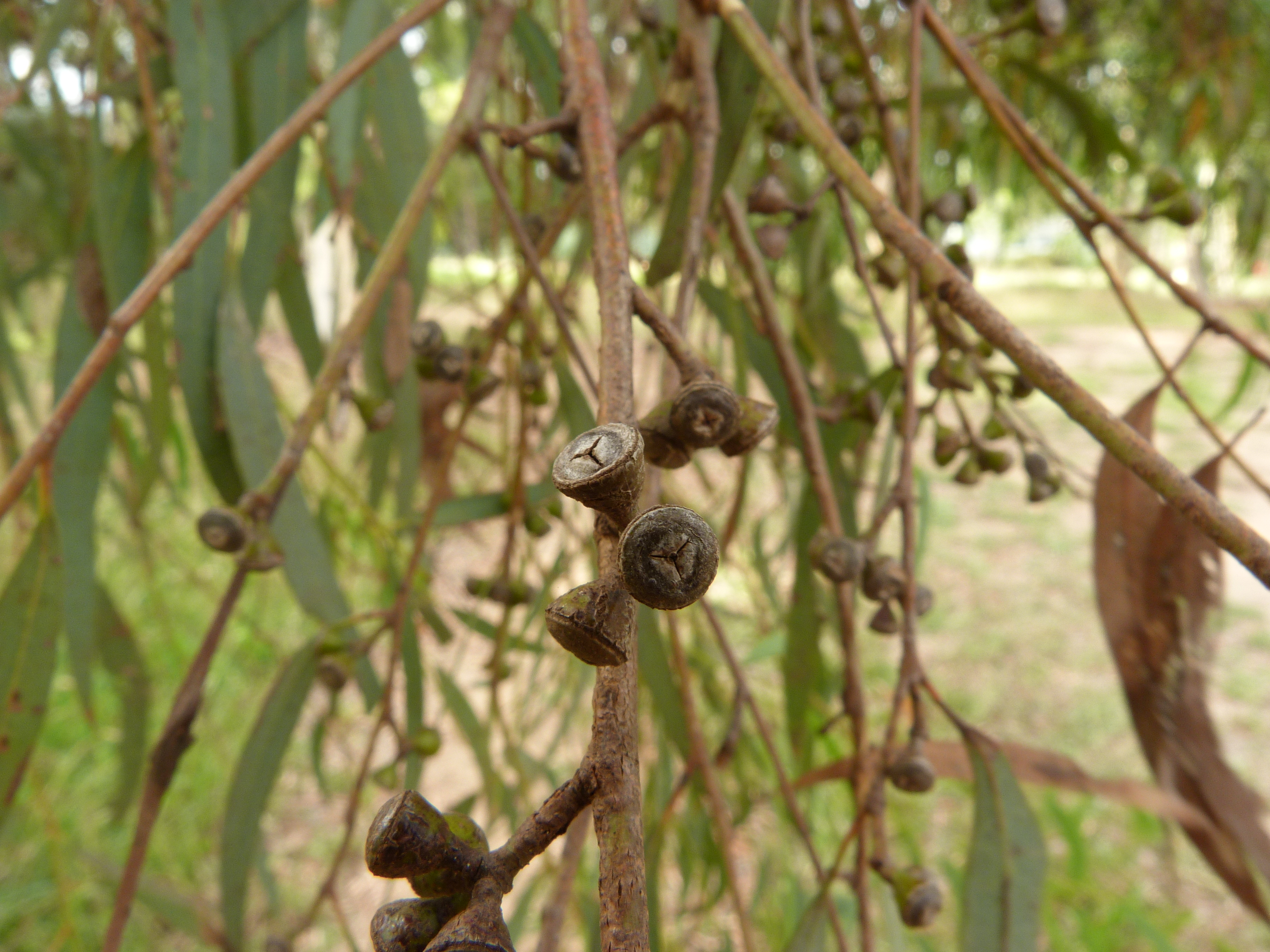
Fruit.

## Répartition
On trouve l'espèce au sud-est de la Nouvelle-Galles du Sud, au sud de Rylstone et à l'est du Victoria.

## Liste des espèces et sous-espèces
Selon World Checklist of Selected Plant Families (WCSP) (20 janv. 2011) :
- Eucalyptus mannifera Mudie (1834)
  - sous-espèce Eucalyptus mannifera subsp. gullickii (R.T.Baker & H.G.Sm.) L.A.S.Johnson (1962)
  - sous-espèce Eucalyptus mannifera subsp. maculosa (R.T.Baker) L.A.S.Johnson (1962)
  - sous-espèce Eucalyptus mannifera subsp. mannifera
  - sous-espèce Eucalyptus mannifera subsp. praecox (Maiden) L.A.S.Johnson (1962)